# Erik Wilbek
Erik Wilbek (Copenaghen, 20 gennaio 1920 – Copenaghen, 26 dicembre 1986) è stato un cestista e pallamanista danese.
Era il marito di Birgitte Harms.

## Carriera
Con la Danimarca disputò due edizioni dei Campionati europei (1951, 1953).